# Morti nel 1958
| Questa pagina contiene informazioni ricavate automaticamente dalle voci biografiche con l'ausilio del template Bio e di un bot. L'aggiornamento è periodico e automatico e ricostruisce completamente la pagina. Se manca una persona in questa lista, sei pregato di non aggiungerla, ma accertati piuttosto che la sua voce biografica contenga il template Bio e che i dati anagrafici siano correttamente compilati. Se il template Bio manca, inseriscilo tu stesso o, in alternativa, metti l'avviso {{tmp\|Bio}} che ne segnala la mancanza. Se i dati riportati sono sbagliati, correggi direttamente la voce biografica; le modifiche saranno visibili in questa lista entro pochi giorni. Per chiarimenti vedi il progetto biografie. La lista contiene solo le 987 persone che sono citate nell'enciclopedia e per le quali è stato implementato correttamente il template Bio. Pagina aggiornata al 18 ago 2025. |

## Gennaio(70)
- 1º gennaio - Louis Blaringhem, agronomo e botanico francese (n. 1878)
- 1º gennaio - Antal Mally, allenatore di calcio e calciatore ungherese (n. 1890)
- 1º gennaio - Edward Weston, fotografo statunitense (n. 1886)
- 2 gennaio - Marcel Buré, calciatore francese (n. 1897)
- 2 gennaio - H. G. Peter, fumettista statunitense (n. 1880)
- 3 gennaio - Ada Dondini, attrice italiana (n. 1883)
- 3 gennaio - Dunc Munro, hockeista su ghiaccio canadese (n. 1901)
- 3 gennaio - Alfredo Pizzoni, politico e militare italiano (n. 1894)
- 4 gennaio - Roberto Melli, pittore e scultore italiano (n. 1885)
- 4 gennaio - Adelgonda di Baviera, principessa (n. 1870)
- 5 gennaio - William Hirons, tiratore di fune britannico (n. 1871)
- 5 gennaio - Jack McCracken, cestista e allenatore di pallacanestro statunitense (n. 1912)
- 5 gennaio - Hans Pfann, alpinista, ingegnere e scrittore tedesco (n. 1873)
- 6 gennaio - Giuseppina del Belgio, principessa belga (n. 1872)
- 7 gennaio - Margaret Anglin, attrice canadese (n. 1876)
- 7 gennaio - Jalmari Eskola, mezzofondista finlandese (n. 1886)
- 7 gennaio - Petru Groza, politico rumeno (n. 1884)
- 7 gennaio - Paul Pilgrim, velocista e mezzofondista statunitense (n. 1883)
- 7 gennaio - Goffredo Zehender, pilota automobilistico italiano (n. 1901)
- 8 gennaio - Mary Colter, architetto e designer statunitense (n. 1869)
- 9 gennaio - Umberto Avattaneo, discobolo italiano (n. 1883)
- 9 gennaio - Dick Grant, maratoneta statunitense (n. 1878)
- 9 gennaio - John Postans, tiratore a segno britannico (n. 1869)
- 9 gennaio - Karl Reinhardt, filologo classico e grecista tedesco (n. 1886)
- 9 gennaio - Fritz Tarp, calciatore danese (n. 1899)
- 10 gennaio - Grigorij Ivanovič Petrovskij, rivoluzionario e politico russo (n. 1878)
- 11 gennaio - Edna Purviance, attrice statunitense (n. 1895)
- 11 gennaio - Albert Tournaire, architetto francese (n. 1862)
- 13 gennaio - Mario Ghiozzi, canottiere italiano (n. 1894)
- 13 gennaio - Jesse L. Lasky, produttore cinematografico statunitense (n. 1880)
- 14 gennaio - August H. Andresen, politico statunitense (n. 1890)
- 14 gennaio - Bill Appleyard, calciatore inglese (n. 1878)
- 14 gennaio - Jimmy Gibb, calciatore nordirlandese (n. 1912)
- 14 gennaio - Hugh Howie, calciatore scozzese (n. 1924)
- 14 gennaio - José Miaja, generale e politico spagnolo (n. 1878)
- 14 gennaio - Vittore Veneziani, direttore di coro e compositore italiano (n. 1878)
- 15 gennaio - Egidio Negrin, arcivescovo cattolico italiano (n. 1907)
- 15 gennaio - Evgenij L'vovič Švarc, scrittore e sceneggiatore sovietico (n. 1896)
- 16 gennaio - Valentin Gallmetzer, scultore italiano (n. 1870)
- 16 gennaio - Sofía Casanova, poetessa e giornalista spagnola (n. 1861)
- 16 gennaio - Victor Tcherikover, storico russo (n. 1894)
- 17 gennaio - Eric Crockford, hockeista su prato britannico (n. 1888)
- 18 gennaio - Rosalind Bingham, nobildonna irlandese (n. 1869)
- 18 gennaio - Clarence Lewis Friend, astronomo statunitense (n. 1878)
- 18 gennaio - Kurt Hornfischer, lottatore tedesco (n. 1910)
- 19 gennaio - Edmund Moeller, scultore tedesco (n. 1885)
- 19 gennaio - Cândido Rondon, militare brasiliano (n. 1865)
- 20 gennaio - Piggy Lambert, allenatore di pallacanestro statunitense (n. 1888)
- 21 gennaio - Ataúlfo Argenta, musicista spagnolo (n. 1913)
- 22 gennaio - Lionel Giles, orientalista, scrittore e filosofo britannico (n. 1875)
- 22 gennaio - Harry Mestayer, attore statunitense (n. 1876)
- 23 gennaio - Guglielmo Janni, pittore e letterato italiano (n. 1892)
- 23 gennaio - Michael Mongkhol On Prakhongchit, vescovo cattolico thailandese (n. 1905)
- 23 gennaio - Constantin Pantazi, generale e politico rumeno (n. 1888)
- 23 gennaio - Elisabetta Maria Satoko Kitahara, farmacista giapponese (n. 1929)
- 24 gennaio - Hedwig Bleibtreu, attrice austriaca (n. 1868)
- 24 gennaio - Carmine Senise, poliziotto e prefetto italiano (n. 1883)
- 25 gennaio - Pierre Colombier, regista e sceneggiatore francese (n. 1896)
- 26 gennaio - Gennaro Pasquariello, cantautore e attore teatrale italiano (n. 1869)
- 27 gennaio - Motonori Matuyama, geofisico giapponese (n. 1884)
- 27 gennaio - Oscar di Prussia, nobile tedesco (n. 1888)
- 28 gennaio - Arnaldo Dello Sbarba, politico e avvocato italiano (n. 1873)
- 28 gennaio - John Mitchell Nuttall, fisico britannico (n. 1890)
- 29 gennaio - Alberto Banfi, militare italiano (n. 1903)
- 29 gennaio - Ludovico Sicignano, politico e avvocato italiano (n. 1890)
- 29 gennaio - Robert Whytlaw-Gray, chimico britannico (n. 1877)
- 30 gennaio - Jean Crotti, pittore svizzero (n. 1878)
- 30 gennaio - Ernst Heinkel, ingegnere aeronautico tedesco (n. 1888)
- 31 gennaio - Alfredo Donelli, direttore della fotografia italiano (n. 1893)
- 31 gennaio - Gennaro Villelli, politico e giornalista italiano (n. 1895)

## Febbraio(105)
- 1º febbraio - Silvano Baresi, architetto italiano (n. 1884)
- 1º febbraio - Clinton Joseph Davisson, fisico statunitense (n. 1881)
- 1º febbraio - Hoot Gibson, cestista statunitense (n. 1921)
- 1º febbraio - Rudolf Krummer, calciatore boemo (n. 1882)
- 2 febbraio - Travis Banton, costumista statunitense (n. 1900)
- 2 febbraio - Albert Debrunner, linguista svizzero (n. 1884)
- 2 febbraio - Marco II Khouzam, patriarca cattolico egiziano (n. 1888)
- 3 febbraio - Dante Armanetti, anarchico e antifascista italiano (n. 1887)
- 3 febbraio - Filippo Andrea VI Doria Pamphili, nobile e politico italiano (n. 1886)
- 3 febbraio - Pietro Leone, allenatore di calcio e calciatore italiano (n. 1888)
- 3 febbraio - Max Reichmann, regista tedesco (n. 1884)
- 3 febbraio - Aleksandrs Ābrams, calciatore lettone (n. 1904)
- 4 febbraio - Monta Bell, regista, produttore cinematografico e montatore statunitense (n. 1891)
- 4 febbraio - Einar Halling-Johansson, calciatore svedese (n. 1893)
- 4 febbraio - Henry Kuttner, autore di fantascienza statunitense (n. 1915)
- 5 febbraio - Lili Berky, attrice ungherese (n. 1886)
- 5 febbraio - Lew Brown, compositore e paroliere statunitense (n. 1893)
- 5 febbraio - Oreste Puliti, schermidore italiano (n. 1891)
- 6 febbraio - Geoff Bent, calciatore inglese (n. 1932)
- 6 febbraio - Roger Byrne, calciatore inglese (n. 1929)
- 6 febbraio - Eddie Colman, calciatore inglese (n. 1936)
- 6 febbraio - Walter Crickmer, allenatore di calcio e dirigente sportivo inglese (n. 1899)
- 6 febbraio - Jo Deuk-jun, cestista e allenatore di pallacanestro sudcoreano (n. 1915)
- 6 febbraio - Mark Jones, calciatore inglese (n. 1933)
- 6 febbraio - Charles Langbridge Morgan, scrittore, critico teatrale e drammaturgo inglese (n. 1894)
- 6 febbraio - David Pegg, calciatore inglese (n. 1935)
- 6 febbraio - Frank Swift, giornalista e calciatore inglese (n. 1913)
- 6 febbraio - Tommy Taylor, calciatore inglese (n. 1932)
- 6 febbraio - Bert Whalley, calciatore e allenatore di calcio britannico (n. 1912)
- 6 febbraio - Liam Whelan, calciatore irlandese (n. 1935)
- 7 febbraio - Hjalmar Davidsen, regista danese (n. 1879)
- 7 febbraio - Edgar Jones, regista, attore e produttore cinematografico statunitense (n. 1874)
- 7 febbraio - Luigi Lombardi, politico e ingegnere italiano (n. 1867)
- 7 febbraio - Vladimir Nikolaevič Losskij, filosofo e teologo russo (n. 1903)
- 8 febbraio - Nino D'Aurelio, tenore italiano (n. 1914)
- 8 febbraio - Johann Georg von Dewitz, diplomatico e politico tedesco (n. 1878)
- 8 febbraio - Edmond Faral, filologo francese (n. 1882)
- 8 febbraio - Giovanni Morselli, chimico, farmacista e dirigente d'azienda italiano (n. 1875)
- 8 febbraio - Luigi Pallavicini, calciatore italiano (n. 1905)
- 8 febbraio - Zbigniew Pronaszko, pittore polacco (n. 1885)
- 9 febbraio - Ubaldo Formentini, storico, archeologo e politico italiano (n. 1880)
- 9 febbraio - William LeBaron, produttore cinematografico statunitense (n. 1883)
- 9 febbraio - Gian Battista Mantegazzi, compositore e direttore di banda svizzero (n. 1889)
- 9 febbraio - Giuseppe Traina, politico italiano (n. 1889)
- 10 febbraio - Aleksander Klumberg, multiplista estone (n. 1899)
- 10 febbraio - Richard Kuthan, calciatore austriaco (n. 1891)
- 10 febbraio - Valère Ollivier, ciclista su strada e pistard belga (n. 1921)
- 10 febbraio - José Pancetti, pittore brasiliano (n. 1902)
- 10 febbraio - Charles Umbs, ginnasta e multiplista statunitense (n. 1876)
- 11 febbraio - Hermann Bauer, ammiraglio tedesco (n. 1875)
- 11 febbraio - Élaine Greffulhe, nobile francese (n. 1882)
- 11 febbraio - Ernest Jones, neurologo e psicoanalista britannico (n. 1879)
- 11 febbraio - Bertil Malmberg, poeta e traduttore svedese (n. 1889)
- 12 febbraio - Marcel Cachin, politico francese (n. 1869)
- 12 febbraio - Douglas Hartree, matematico e fisico inglese (n. 1897)
- 13 febbraio - Piero Carnabuci, attore italiano (n. 1893)
- 13 febbraio - Christabel Pankhurst, attivista britannica (n. 1880)
- 13 febbraio - Georges Rouault, pittore francese (n. 1871)
- 13 febbraio - Helen Twelvetrees, attrice statunitense (n. 1908)
- 14 febbraio - Gennaro Favai, pittore italiano (n. 1879)
- 14 febbraio - Attilio Terragni, politico italiano (n. 1896)
- 15 febbraio - William Berke, regista, produttore cinematografico e sceneggiatore statunitense (n. 1903)
- 15 febbraio - Marie Danet, tennista francese (n. 1877)
- 15 febbraio - Nadežda di Bulgaria, principessa bulgara (n. 1899)
- 15 febbraio - Heinrich Schläppi, bobbista svizzero (n. 1905)
- 15 febbraio - Philip Van Zandt, attore e personaggio televisivo olandese (n. 1904)
- 16 febbraio - John Moody, imprenditore statunitense (n. 1868)
- 17 febbraio - Ulisse Baruffini, calciatore, dirigente sportivo e allenatore di calcio italiano (n. 1880)
- 17 febbraio - Petr Bezruč, poeta ceco (n. 1867)
- 17 febbraio - Tala Birell, attrice rumena (n. 1907)
- 17 febbraio - Rudolph Cameron, attore statunitense (n. 1894)
- 17 febbraio - Avelino da Conceição do Carmo, cestista portoghese
- 17 febbraio - Frederick Edward-Collins, ammiraglio inglese (n. 1883)
- 17 febbraio - Marguerite Snow, attrice statunitense (n. 1889)
- 18 febbraio - Adrian Brunel, regista cinematografico e sceneggiatore inglese (n. 1892)
- 18 febbraio - Eugène Nicolaï, calciatore francese (n. 1885)
- 18 febbraio - Luigi Spazzapan, pittore italiano (n. 1889)
- 19 febbraio - Charles King, lunghista e triplista statunitense (n. 1880)
- 19 febbraio - Giuseppe Praga, storico e archivista italiano (n. 1893)
- 19 febbraio - Giovanni Ticozzi, partigiano italiano (n. 1897)
- 20 febbraio - Jacques Delannoy, calciatore francese (n. 1912)
- 20 febbraio - Thurston Hall, attore statunitense (n. 1882)
- 20 febbraio - Hamzah di Perlis, sovrano malese (n. 1895)
- 21 febbraio - Henryk Arctowski, geologo, meteorologo e esploratore polacco (n. 1871)
- 21 febbraio - Tullio Camillotti, sollevatore italiano (n. 1880)
- 21 febbraio - Ángel Capuano, calciatore argentino (n. 1910)
- 21 febbraio - Duncan Edwards, calciatore inglese (n. 1936)
- 21 febbraio - Luigi Visintin, geografo italiano (n. 1892)
- 22 febbraio - Abul Kalam Azad, politico indiano (n. 1888)
- 22 febbraio - John W. Martin, politico statunitense (n. 1884)
- 22 febbraio - Mathurin Méheut, pittore, disegnatore e illustratore francese (n. 1882)
- 23 febbraio - Leonard Dupee White, storico statunitense (n. 1891)
- 23 febbraio - Gaston Ravel, regista francese (n. 1878)
- 23 febbraio - Giovanni Domenico Serra, glottologo italiano (n. 1885)
- 23 febbraio - Julian Sitkoveckij, violinista sovietico (n. 1925)
- 23 febbraio - Ralph Taylor, arciere statunitense (n. 1874)
- 24 febbraio - Herbert Adams, scrittore inglese (n. 1874)
- 24 febbraio - Olaf Hegnander, calciatore norvegese (n. 1897)
- 25 febbraio - Cosma Manera, militare italiano (n. 1876)
- 25 febbraio - Ole Sørensen, velista norvegese (n. 1883)
- 26 febbraio - Sven Klang, calciatore svedese (n. 1894)
- 26 febbraio - Giovanni Roberti di Castelvero, generale e aviatore italiano (n. 1883)
- 26 febbraio - Taikan Yokoyama, pittore giapponese (n. 1868)
- 27 febbraio - Harry Cohn, produttore cinematografico statunitense (n. 1891)
- 28 febbraio - Alberto Marcovecchio, calciatore argentino (n. 1893)

## Marzo(75)
- 1º marzo - Giacomo Balla, pittore, scultore e scenografo italiano (n. 1871)
- 1º marzo - Friedrich Forster, attore, regista e drammaturgo tedesco (n. 1895)
- 2 marzo - Edith Taliaferro, attrice statunitense (n. 1894)
- 3 marzo - Ivan Krasko, poeta, scrittore e traduttore slovacco (n. 1876)
- 3 marzo - Eugène Langenove, calciatore francese (n. 1899)
- 3 marzo - Wilhelm Zaisser, politico tedesco (n. 1893)
- 5 marzo - Harold Smith, tuffatore statunitense (n. 1909)
- 5 marzo - George Wadsworth, diplomatico statunitense (n. 1893)
- 6 marzo - Nikolaj Apollonovič Bajkov, ufficiale e scrittore russo (n. 1872)
- 6 marzo - Florence Dye, attrice statunitense (n. 1888)
- 6 marzo - Anton Reinthaller, politico austriaco (n. 1895)
- 6 marzo - Géza Székány, calciatore e allenatore di calcio ungherese (n. 1890)
- 6 marzo - Sam Taylor, regista, sceneggiatore e produttore cinematografico statunitense (n. 1895)
- 8 marzo - Robert Grimm, politico e pubblicista svizzero (n. 1881)
- 8 marzo - Arvid Lindberg, calciatore norvegese (n. 1902)
- 8 marzo - Eulalia di Borbone-Spagna, principessa spagnola (n. 1864)
- 9 marzo - Gaetano di Borbone-Parma, nobile italiano (n. 1905)
- 9 marzo - Inocencio López Santamaría, missionario e vescovo cattolico spagnolo (n. 1874)
- 9 marzo - Gorō Yamada, allenatore di calcio e calciatore giapponese (n. 1894)
- 10 marzo - Carlo De Cardona, presbitero e politico italiano (n. 1871)
- 10 marzo - Myriam Harry, scrittrice e giornalista francese (n. 1869)
- 11 marzo - Henning Grenander, pattinatore artistico su ghiaccio svedese (n. 1873)
- 11 marzo - Ingeborg di Danimarca, principessa danese (n. 1878)
- 11 marzo - Ole Kirk Kristiansen, imprenditore danese (n. 1891)
- 12 marzo - Gejza Kocsis, calciatore ungherese (n. 1910)
- 14 marzo - Theodor Burkhardt, calciatore tedesco (n. 1905)
- 14 marzo - Alexandros Touferis, triplista, lunghista e ostacolista francese (n. 1876)
- 14 marzo - Leopoldo d'Asburgo-Lorena, nobile austriaco (n. 1897)
- 15 marzo - Maria Müller, soprano austriaco (n. 1898)
- 15 marzo - Giuseppe Romita, politico italiano (n. 1887)
- 16 marzo - Åke Åkerlund, medico svedese (n. 1887)
- 16 marzo - Robert Henry Pfeiffer, assiriologo statunitense (n. 1892)
- 17 marzo - Arthur Hugh Garfit Alston, botanico inglese (n. 1902)
- 17 marzo - John Pius Boland, tennista e politico britannico (n. 1870)
- 17 marzo - David Freeman-Mitford, II barone Redesdale, nobile e ufficiale inglese (n. 1878)
- 17 marzo - Nicholas Kove, imprenditore ungherese (n. 1891)
- 17 marzo - John J. Parker, giurista e politico statunitense (n. 1885)
- 17 marzo - Carl Perkins, pianista e compositore statunitense (n. 1928)
- 18 marzo - Sigve Lie, velista norvegese (n. 1906)
- 19 marzo - Hellmer Hermandsen, tiratore a segno norvegese (n. 1871)
- 21 marzo - Cyril M. Kornbluth, autore di fantascienza statunitense (n. 1923)
- 21 marzo - Paul Rivet, etnologo francese (n. 1876)
- 22 marzo - Carlo Azimonti, giornalista e sindacalista italiano (n. 1888)
- 22 marzo - Jean Debucourt, attore e regista teatrale francese (n. 1894)
- 22 marzo - Antonio Iannotta, militare e partigiano italiano (n. 1907)
- 22 marzo - Lidija Jakovlevna Lipkovskaja, soprano russo (n. 1882)
- 22 marzo - George S. Long, politico statunitense (n. 1883)
- 22 marzo - Claire McCardell, stilista statunitense (n. 1905)
- 22 marzo - Mike Todd, produttore cinematografico e produttore teatrale statunitense (n. 1909)
- 23 marzo - Arnaldo Furlotti, compositore, organista e presbitero italiano (n. 1880)
- 23 marzo - Ugo Guido Mondolfo, storico e politico italiano (n. 1875)
- 23 marzo - Florian Znaniecki, filosofo e sociologo polacco (n. 1882)
- 24 marzo - Carles Cardó, presbitero, scrittore e poeta spagnolo (n. 1884)
- 25 marzo - Rina Melli, giornalista e sindacalista italiana (n. 1882)
- 25 marzo - Emerson Whithorne, compositore e musicologo statunitense (n. 1884)
- 26 marzo - Carlo Centurione Scotto, avvocato e politico italiano (n. 1877)
- 26 marzo - Erwin Kalser, attore e regista teatrale tedesco (n. 1883)
- 27 marzo - Robert Baberske, direttore della fotografia tedesco (n. 1900)
- 27 marzo - Vladimir Volodin, attore sovietico (n. 1896)
- 28 marzo - W. C. Handy, compositore, cantante e musicista statunitense (n. 1873)
- 28 marzo - Arthur Hermann, ginnasta francese (n. 1893)
- 28 marzo - Chuck Klein, giocatore di baseball statunitense (n. 1904)
- 28 marzo - Ivan Nanut, lottatore italiano (n. 1886)
- 28 marzo - Dario Neri, pittore e storico italiano (n. 1895)
- 28 marzo - Guido Riccioli, attore italiano (n. 1883)
- 29 marzo - William Burrell, armatore e filantropo britannico (n. 1861)
- 29 marzo - Egidio Capra, calciatore e allenatore di calcio italiano (n. 1914)
- 29 marzo - John H. Flood Jr., scrittore statunitense (n. 1878)
- 29 marzo - Maksimilijan Mihelčić, calciatore jugoslavo (n. 1905)
- 29 marzo - Alessandro Verde, cardinale italiano (n. 1865)
- 29 marzo - Jane Wolfe, attrice statunitense (n. 1875)
- 29 marzo - Werner von der Schulenburg, scrittore tedesco (n. 1881)
- 30 marzo - Arpalice Cuman Pertile, poetessa e scrittrice italiana (n. 1876)
- 30 marzo - Renato Paglianti, calciatore italiano (n. 1894)
- 30 marzo - Ivan Fëdorovič Tevosjan, politico, diplomatico e ingegnere sovietico (n. 1902)

## Aprile(74)
- 1º aprile - Břetislav Bakala, direttore d'orchestra, pianista e compositore ceco (n. 1897)
- 1º aprile - Alfred Bryan, cantautore e pacifista statunitense (n. 1871)
- 2 aprile - Tudor Davies, tenore gallese (n. 1892)
- 2 aprile - Willie Maley, allenatore di calcio e calciatore scozzese (n. 1868)
- 2 aprile - Raniero Nicolai, poeta italiano (n. 1893)
- 2 aprile - Jōsei Toda, educatore, editore e attivista giapponese (n. 1900)
- 3 aprile - Emil Abel, chimico austriaco (n. 1875)
- 3 aprile - Brandon Evans, attore statunitense (n. 1878)
- 4 aprile - Bruno Dossena, ballerino e coreografo italiano (n. 1926)
- 4 aprile - William Manson, presbitero e teologo britannico (n. 1882)
- 4 aprile - Armando Méndez San Martín, politico argentino (n. 1902)
- 4 aprile - Gastone Rossi Doria, musicologo e compositore italiano (n. 1899)
- 4 aprile - Ruggero Santini, generale e politico italiano (n. 1870)
- 4 aprile - Johnny Stompanato, criminale statunitense (n. 1925)
- 4 aprile - Jens Ferdinand Willumsen, pittore danese (n. 1863)
- 5 aprile - Josef Ludwig Brems, vescovo cattolico belga (n. 1870)
- 5 aprile - Ferdinando di Baviera, nobile (n. 1884)
- 5 aprile - Francesco Moro, politico italiano (n. 1898)
- 5 aprile - Salvatore Riccobono, giurista italiano (n. 1864)
- 5 aprile - Isidora Sekulić, scrittrice serba (n. 1877)
- 5 aprile - Pé Verhaegen, ciclista su strada e ciclocrossista belga (n. 1902)
- 6 aprile - Vítězslav Nezval, poeta, drammaturgo e romanziere ceco (n. 1900)
- 7 aprile - Ivan Efimovič Petrov, generale sovietico (n. 1896)
- 7 aprile - Roscoe Frank Sanford, astronomo statunitense (n. 1883)
- 8 aprile - Victor Gibson, allenatore di calcio e calciatore inglese (n. 1888)
- 8 aprile - George Jean Nathan, critico teatrale statunitense (n. 1882)
- 9 aprile - Giovanni Caso, politico italiano (n. 1896)
- 9 aprile - Louis de Gonzague-Frick, poeta e critico letterario francese (n. 1883)
- 10 aprile - Chuck Willis, cantante statunitense (n. 1926)
- 11 aprile - Marcel Pilet-Golaz, politico svizzero (n. 1889)
- 11 aprile - Hamilton Revelle, attore inglese (n. 1872)
- 12 aprile - Nicole Ladmiral, attrice francese (n. 1930)
- 13 aprile - Giuseppe Contesini, ciclista su strada italiano (n. 1888)
- 14 aprile - Vito Fazio-Allmayer, filosofo e pedagogista italiano (n. 1885)
- 15 aprile - Estelle Taylor, attrice statunitense (n. 1894)
- 16 aprile - Margaret Sheridan, soprano irlandese (n. 1889)
- 16 aprile - Karl Fischer, chimico tedesco (n. 1901)
- 16 aprile - Rosalind Franklin, chimica, biochimica e cristallografa britannica (n. 1920)
- 16 aprile - Giuseppe Maldarelli, disegnatore e pittore italiano (n. 1885)
- 17 aprile - Giovanni Drovetti, scrittore, commediografo e poeta italiano (n. 1879)
- 17 aprile - Wilhelm Gustav Franz Herter, micologo e botanico tedesco (n. 1884)
- 18 aprile - Maurice Gamelin, generale francese (n. 1872)
- 18 aprile - Luisa d'Orléans, nobile francese (n. 1882)
- 18 aprile - Carlo Adolfo Schlatter, pittore e incisore svizzero (n. 1873)
- 19 aprile - Haykanowš Danielyan, soprano e pedagogo sovietico (n. 1893)
- 19 aprile - Billy Meredith, allenatore di calcio e calciatore gallese (n. 1874)
- 19 aprile - Andreas Strand, ginnasta norvegese (n. 1889)
- 20 aprile - René Vermandel, ciclista su strada, ciclocrossista e pistard belga (n. 1893)
- 20 aprile - Luigi Zanoni, politico italiano (n. 1898)
- 21 aprile - Aldo Gardini, imprenditore e politico italiano (n. 1888)
- 21 aprile - Manuel Infante, compositore spagnolo (n. 1883)
- 21 aprile - Giulio Neri, basso italiano (n. 1909)
- 23 aprile - Henock Abrahamsson, calciatore svedese (n. 1909)
- 23 aprile - Knut Emil Lundmark, astronomo svedese (n. 1889)
- 24 aprile - Mabel McConnell FitzGerald, irlandese (n. 1884)
- 24 aprile - Richard Goldschmidt, genetista tedesco (n. 1878)
- 24 aprile - Jacques Nivière, tiratore a volo francese (n. 1873)
- 24 aprile - Carlo Alberto Quilico, politico italiano (n. 1870)
- 25 aprile - Sigurd Brekke, calciatore norvegese (n. 1890)
- 25 aprile - Robert Pow, politico e giocatore di curling canadese (n. 1883)
- 25 aprile - Emilia Kuster Rosselli, giornalista italiana (n. 1905)
- 26 aprile - Philip Moeller, regista, produttore teatrale e drammaturgo statunitense (n. 1880)
- 26 aprile - Francesco Pentimalli, patologo e politico italiano (n. 1885)
- 26 aprile - Louis Quenault, militare e aviatore francese (n. 1892)
- 27 aprile - Michel Rasquin, politico e giornalista lussemburghese (n. 1899)
- 28 aprile - Henry Ludwell Moore, economista statunitense (n. 1869)
- 29 aprile - Luigi Colombetti, maestro di scherma italiano (n. 1872)
- 29 aprile - Louis Mussillon, alpinista italiano (n. 1870)
- 29 aprile - Olav Navestad, calciatore norvegese (n. 1910)
- 29 aprile - Livio Pavanelli, attore, sceneggiatore e regista italiano (n. 1881)
- 29 aprile - Otto Roehm, lottatore statunitense (n. 1882)
- 30 aprile - Ferruccio Jakomin, poeta italiano (n. 1930)
- 30 aprile - Carlo Lari, regista, critico teatrale e scrittore italiano (n. 1881)
- 30 aprile - Percy Nash, regista britannico (n. 1868)

## Maggio(72)
- 1º maggio - Federico Flora, economista, giornalista e politico italiano (n. 1867)
- 1º maggio - Jessie Kite, ginnasta britannica (n. 1892)
- 1º maggio - Thomas Walter Manson, presbitero e biblista britannico (n. 1893)
- 1º maggio - Oscar Torp, politico norvegese (n. 1893)
- 1º maggio - Solomon Šereševskij, giornalista russo (n. 1886)
- 2 maggio - Henry Cornelius, regista, sceneggiatore e produttore cinematografico sudafricano (n. 1913)
- 3 maggio - Alfred DeGaetano, montatore statunitense (n. 1894)
- 4 maggio - Enno Littmann, orientalista tedesco (n. 1875)
- 4 maggio - Auguste Petigat, presbitero, giornalista e attivista italiano (n. 1885)
- 4 maggio - Elaine Sterne Carrington, sceneggiatrice e regista statunitense (n. 1891)
- 5 maggio - Otto Abetz, diplomatico e generale tedesco (n. 1903)
- 5 maggio - Vincenzo Agusta, imprenditore e dirigente sportivo italiano (n. 1909)
- 5 maggio - James Branch Cabell, scrittore statunitense (n. 1879)
- 6 maggio - Meryl O'Hara Wood, tennista australiana
- 7 maggio - Jules Baierlé, calciatore svizzero (n. 1887)
- 7 maggio - Adriano Giovannetti, giornalista, regista e sceneggiatore italiano (n. 1884)
- 7 maggio - Sheldon Lewis, attore statunitense (n. 1868)
- 7 maggio - Josef von Maier, aviatore austro-ungarico (n. 1899)
- 8 maggio - Norman Bel Geddes, architetto, designer e scenografo statunitense (n. 1893)
- 8 maggio - Frank Foley, militare britannico (n. 1884)
- 8 maggio - William Myron MacDonald, aviatore canadese (n. 1890)
- 9 maggio - Joseph Davies, giurista, politico e diplomatico statunitense (n. 1876)
- 9 maggio - Bill Goodwin, attore statunitense (n. 1910)
- 9 maggio - Pio Pia, pittore italiano (n. 1900)
- 9 maggio - Dino Urbani, schermidore italiano (n. 1882)
- 11 maggio - Giovanni Battista Campodonico, organista, compositore e presbitero italiano (n. 1892)
- 11 maggio - Lucien Lelong, stilista francese (n. 1889)
- 12 maggio - Giovanni Mauro, dirigente sportivo e arbitro di calcio italiano (n. 1888)
- 12 maggio - Paul Reinecke, archeologo tedesco (n. 1872)
- 12 maggio - Irma Sèthe, violinista e pedagoga belga (n. 1876)
- 14 maggio - Marius Lefèvre, ginnasta danese (n. 1875)
- 14 maggio - Walter Stoneman, fotografo inglese (n. 1876)
- 15 maggio - Hampton Del Ruth, sceneggiatore, regista e attore statunitense (n. 1879)
- 16 maggio - Paolo Rodocanachi, pittore greco (n. 1891)
- 17 maggio - Hugo Häring, architetto tedesco (n. 1882)
- 17 maggio - Frederick Hugh Herbert, commediografo, sceneggiatore e scrittore austriaco (n. 1897)
- 18 maggio - Walter Drumheller, velocista e mezzofondista statunitense (n. 1878)
- 19 maggio - Archie Scott Brown, pilota automobilistico britannico (n. 1927)
- 19 maggio - Carl Carlsen, lottatore danese (n. 1880)
- 19 maggio - Ronald Colman, attore britannico (n. 1891)
- 19 maggio - Marie Pujmanová, scrittrice ceca (n. 1893)
- 20 maggio - Frédéric François-Marsal, politico francese (n. 1874)
- 20 maggio - Edmund Minahan, velocista statunitense (n. 1882)
- 20 maggio - Varvara Stepanova, artista sovietica (n. 1894)
- 21 maggio - Wilhelm Süss, matematico tedesco (n. 1895)
- 22 maggio - Domenico Cittera, ciclista su strada italiano (n. 1890)
- 22 maggio - Madelon Székely-Lulofs, scrittrice e traduttrice olandese (n. 1899)
- 22 maggio - Antonín Vosátka, calciatore boemo (n. 1884)
- 23 maggio - Luciano Maugeri, funzionario e politico italiano (n. 1888)
- 23 maggio - Rinaldo Nascimbene, biblista, teologo e ebraista italiano (n. 1883)
- 25 maggio - Luigi Allegato, politico italiano (n. 1896)
- 25 maggio - Ugo Della Seta, politico italiano (n. 1879)
- 25 maggio - Francesco La Cava, medico e letterato italiano (n. 1877)
- 25 maggio - Gustav Waldau, attore tedesco (n. 1871)
- 26 maggio - Constantin Cantacuzino, nobile, aviatore e hockeista su ghiaccio rumeno (n. 1905)
- 26 maggio - Francis Carco, scrittore francese (n. 1886)
- 26 maggio - Arthur Hope, II barone Rankeillour, politico inglese (n. 1897)
- 26 maggio - Ray June, direttore della fotografia statunitense (n. 1895)
- 26 maggio - Ruth Smith, pittrice faroese (n. 1913)
- 27 maggio - Alberto Marenco di Moriondo, ammiraglio e partigiano italiano (n. 1889)
- 27 maggio - Ainslie Pryor, attore statunitense (n. 1921)
- 27 maggio - Samuel Alphonsius Stritch, cardinale e arcivescovo cattolico statunitense (n. 1887)
- 28 maggio - Nello Baroni, architetto italiano (n. 1906)
- 28 maggio - Pasquale Prestisimone, generale e politico italiano (n. 1894)
- 28 maggio - Mikuláš Schneider-Trnavský, compositore e direttore d'orchestra slovacco (n. 1881)
- 28 maggio - Leonardo Severi, funzionario e politico italiano (n. 1882)
- 28 maggio - Walter Wright, regista statunitense (n. 1885)
- 29 maggio - Raoul Caudron, allenatore di calcio francese (n. 1883)
- 29 maggio - Juan Ramón Jiménez, poeta spagnolo (n. 1881)
- 30 maggio - Karl Jaberg, linguista e filologo svizzero (n. 1877)
- 30 maggio - Pat O'Connor, pilota automobilistico statunitense (n. 1928)
- 31 maggio - Herbert Heyes, attore statunitense (n. 1889)

## Giugno(63)
- 1º giugno - Matteo Marangoni, critico d'arte, storico dell'arte e compositore italiano (n. 1876)
- 1º giugno - Robert Odic, aviatore e generale francese (n. 1887)
- 1º giugno - Henri Pensis, direttore d'orchestra, compositore e violinista lussemburghese (n. 1900)
- 1º giugno - Luigi Ridolfi Vay da Verrazzano, politico, imprenditore e dirigente sportivo italiano (n. 1895)
- 2 giugno - Giulio Facibeni, presbitero e antifascista italiano (n. 1884)
- 3 giugno - Giovanni Esposito, generale italiano (n. 1882)
- 3 giugno - Marceau Pivert, sindacalista, giornalista e politico francese (n. 1895)
- 4 giugno - Eleanor Hallowell Abbott, scrittrice statunitense (n. 1872)
- 5 giugno - Maurice Sandoz, scrittore svizzero (n. 1892)
- 6 giugno - Lloyd Hughes, attore statunitense (n. 1897)
- 6 giugno - Virginia Pearson, attrice statunitense (n. 1886)
- 7 giugno - Ugo Giannattasio, pittore e scrittore italiano (n. 1888)
- 7 giugno - Pietro Paolo Trompeo, critico letterario italiano (n. 1886)
- 7 giugno - Alexander Newton Winchell, geologo e mineralogista statunitense (n. 1874)
- 8 giugno - Nicola da Gesturi, religioso italiano (n. 1882)
- 8 giugno - Julian Szymański, politico e oculista polacco (n. 1870)
- 8 giugno - Angelo Zammarchi, presbitero italiano (n. 1871)
- 9 giugno - Ava Lowle Willing, socialite statunitense (n. 1868)
- 9 giugno - Robert Donat, attore britannico (n. 1905)
- 10 giugno - Gustave Cohen, storico della letteratura e patriota francese (n. 1879)
- 11 giugno - William Aalto, attivista statunitense (n. 1915)
- 11 giugno - Carlo Artuffo, attore italiano (n. 1885)
- 11 giugno - Gaston Barreau, calciatore e allenatore di calcio francese (n. 1883)
- 11 giugno - Clarence DeMar, maratoneta statunitense (n. 1888)
- 11 giugno - Robert Taylor Jones, politico statunitense (n. 1884)
- 12 giugno - John Trevor Godfrey, militare, aviatore e politico statunitense (n. 1922)
- 12 giugno - Frederik Nanning, compositore di scacchi olandese (n. 1892)
- 13 giugno - Keith Campbell, pilota motociclistico australiano (n. 1931)
- 13 giugno - Pierre-Étienne Flandin, politico francese (n. 1889)
- 13 giugno - Balbino Giuliano, politico e storico della filosofia italiano (n. 1879)
- 13 giugno - Moisej Nappelbaum, fotografo russo (n. 1869)
- 14 giugno - George Fonder, pilota automobilistico statunitense (n. 1917)
- 14 giugno - Hugh Fortescue, V conte di Fortescue, politico e militare britannico (n. 1888)
- 14 giugno - Joe McCormick, hockeista su ghiaccio canadese (n. 1894)
- 15 giugno - Bert Coleman, calciatore inglese (n. 1889)
- 16 giugno - Pál Maléter, generale ungherese (n. 1917)
- 16 giugno - Imre Nagy, politico ungherese (n. 1896)
- 16 giugno - Nereu de Oliveira Ramos, avvocato e politico brasiliano (n. 1888)
- 17 giugno - Alessandro III, siriano (n. 1869)
- 17 giugno - Raoul Aslan, attore, regista e direttore teatrale austriaco (n. 1886)
- 18 giugno - Antonio Mantica, religioso italiano (n. 1871)
- 19 giugno - Alfredo Zibechi, calciatore uruguaiano (n. 1894)
- 20 giugno - Kurt Alder, chimico tedesco (n. 1902)
- 20 giugno - Richard Byrd, discobolo, altista e lunghista statunitense (n. 1892)
- 20 giugno - Nicola Maldacea Jr., attore italiano (n. 1919)
- 20 giugno - Nikolai Ramm Østgaard, militare norvegese (n. 1885)
- 21 giugno - Herbert Brenon, regista, sceneggiatore e attore irlandese (n. 1880)
- 21 giugno - Erna Bürger, ginnasta tedesca (n. 1909)
- 21 giugno - Robert Ghormley, ammiraglio statunitense (n. 1883)
- 23 giugno - Armas Järnefelt, direttore d'orchestra e compositore finlandese (n. 1869)
- 23 giugno - Cândido de Oliveira, calciatore, allenatore di calcio e giornalista portoghese (n. 1896)
- 23 giugno - Friedrich Tessmann, politico, giurista e storico italiano (n. 1894)
- 24 giugno - Catherine Doucet, attrice statunitense (n. 1875)
- 24 giugno - Max Graf, scrittore, insegnante e critico musicale austriaco (n. 1873)
- 25 giugno - Alfred Noyes, poeta britannico (n. 1880)
- 25 giugno - George Orton, siepista e ostacolista canadese (n. 1873)
- 27 giugno - Amedeo Agostini, matematico italiano (n. 1892)
- 27 giugno - Irving Davis, calciatore statunitense (n. 1896)
- 27 giugno - Robert Greig, attore australiano (n. 1879)
- 27 giugno - Thamir bin Abd al-Aziz Al Saud, principe saudita (n. 1937)
- 28 giugno - Ermacora Zuliani, militare italiano (n. 1897)
- 29 giugno - Grace Elvina Hinds, statunitense (n. 1879)
- 30 giugno - Wallace Fox, regista statunitense (n. 1895)

## Luglio(67)
- 1º luglio - Pio Bondioli, giornalista e storico italiano (n. 1890)
- 1º luglio - Modesto Eugenio Carolfi, francescano e esperantista italiano (n. 1884)
- 1º luglio - Rudolf Laban, danzatore e coreografo ungherese (n. 1879)
- 1º luglio - Scott Leary, nuotatore statunitense (n. 1881)
- 1º luglio - Albert Tullgren, zoologo e aracnologo svedese (n. 1874)
- 2 luglio - Antonio Fuortes, ingegnere e letterato italiano (n. 1884)
- 2 luglio - Joe Jeanette, pugile statunitense (n. 1879)
- 3 luglio - Maurice Bardonneau, ciclista su strada e pistard francese (n. 1885)
- 4 luglio - Gonzalo Curiel, pianista e compositore messicano (n. 1904)
- 4 luglio - Fernando de Fuentes, regista messicano (n. 1894)
- 5 luglio - Daniel Garber, pittore statunitense (n. 1880)
- 5 luglio - Vilhelm Wolfhagen, calciatore danese (n. 1889)
- 6 luglio - Carl Boese, regista tedesco (n. 1887)
- 6 luglio - Luigi Musso, pilota automobilistico italiano (n. 1924)
- 7 luglio - Raymond Hackett, attore statunitense (n. 1902)
- 8 luglio - Yosep VII Ghanima, vescovo cattolico e patriarca cattolico iracheno (n. 1881)
- 8 luglio - Miroslav Havel, compositore di scacchi cecoslovacco (n. 1881)
- 9 luglio - Queen Avery Coonley, filantropa, educatrice e mecenate statunitense (n. 1874)
- 9 luglio - Orazio Toraldo di Francia, ufficiale e geografo italiano (n. 1884)
- 10 luglio - Franz Bardon, esoterista ceco (n. 1909)
- 10 luglio - Robert Earl Hughes, attore statunitense (n. 1926)
- 10 luglio - Giulio Ingianni, militare e politico italiano (n. 1876)
- 10 luglio - Jerome Storm, attore, regista e sceneggiatore statunitense (n. 1890)
- 11 luglio - Evelyn Varden, attrice statunitense (n. 1893)
- 13 luglio - Badlishah di Kedah, sovrano malese (n. 1894)
- 13 luglio - Maurice Caullery, biologo francese (n. 1868)
- 13 luglio - Mario Jannelli, avvocato e politico italiano (n. 1892)
- 14 luglio - Felice Castegnaro, pittore italiano (n. 1872)
- 14 luglio - Faysal II d'Iraq, re iracheno (n. 1935)
- 14 luglio - Abd al-Ilah ibn Ali al-Hashimi, politico iracheno (n. 1913)
- 15 luglio - Pasquale Ermini, pilota automobilistico e imprenditore italiano (n. 1905)
- 15 luglio - Carlo Martini, pittore italiano (n. 1908)
- 15 luglio - Philipp Nauß, calciatore austriaco (n. 1881)
- 15 luglio - Veljko Ugrinić, calciatore e allenatore di calcio jugoslavo (n. 1885)
- 15 luglio - Nuri al-Sa'id, politico iracheno (n. 1888)
- 16 luglio - Giuseppe Armellini, astronomo italiano (n. 1887)
- 16 luglio - Ezio Cerpi, architetto italiano (n. 1868)
- 16 luglio - Harry Spanjer, pugile statunitense (n. 1873)
- 17 luglio - György Hlavay, allenatore di calcio e calciatore ungherese (n. 1888)
- 18 luglio - Carl Benedicks, fisico, mineralogista e chimico svedese (n. 1875)
- 18 luglio - Kazimierz Fabrycy, generale polacco (n. 1888)
- 18 luglio - Henri Farman, aviatore, designer e pioniere dell'aviazione francese (n. 1874)
- 18 luglio - Eduard Reut-Nicolussi, giurista e politico austriaco (n. 1888)
- 19 luglio - Karol Adwentowicz, attore, regista teatrale e regista cinematografico polacco (n. 1871)
- 19 luglio - Ernesto Adamo Bignami, editore italiano (n. 1903)
- 19 luglio - Erwin Stein, direttore d'orchestra e critico musicale austriaco (n. 1885)
- 20 luglio - Fernand Massip, calciatore francese (n. 1884)
- 20 luglio - Leone Pellicioli, alpinista italiano (n. 1929)
- 20 luglio - Salomon Zeldenrust, schermidore olandese (n. 1884)
- 22 luglio - Michail Michajlovič Zoščenko, scrittore russo (n. 1894)
- 23 luglio - Victor Adamina, calciatore svizzero (n. 1889)
- 23 luglio - Luigi Costanzo, presbitero e pedagogista italiano (n. 1886)
- 24 luglio - Mabel Ballin, attrice statunitense (n. 1887)
- 24 luglio - Til Brugman, poetessa e scrittrice olandese (n. 1888)
- 25 luglio - Otto Lasanen, lottatore finlandese (n. 1891)
- 26 luglio - Fernand Augereau, ciclista su strada francese (n. 1882)
- 27 luglio - Claire Chennault, generale statunitense (n. 1893)
- 27 luglio - Jens Keith, coreografo e attore tedesco (n. 1898)
- 27 luglio - Harry Warner, produttore cinematografico statunitense (n. 1881)
- 28 luglio - Egidio Boninsegna, scultore, medaglista e pittore italiano (n. 1869)
- 28 luglio - Alberto Legnani, architetto italiano (n. 1894)
- 28 luglio - Kasimir von Lütgendorf, generale austro-ungarico (n. 1862)
- 29 luglio - Giordano Corsi, allenatore di calcio e calciatore italiano (n. 1908)
- 29 luglio - Vera Fokina, ballerina russa (n. 1886)
- 29 luglio - Achille Gama, calciatore, arbitro di calcio e allenatore di calcio italiano (n. 1892)
- 30 luglio - René Ramos Latour, rivoluzionario cubano (n. 1932)
- 31 luglio - Eugène Goossens, violinista e direttore d'orchestra francese (n. 1867)

## Agosto(102)
- 1º agosto - Albert E. Smith, regista, sceneggiatore e produttore cinematografico britannico (n. 1875)
- 2 agosto - Michele Navarra, mafioso italiano (n. 1905)
- 3 agosto - Vito Cosimo Basile, poeta e scrittore italiano (n. 1887)
- 3 agosto - Peter Collins, pilota automobilistico britannico (n. 1931)
- 3 agosto - Pierre Massy, calciatore olandese (n. 1900)
- 3 agosto - Lorenzo Oleario De Bellagente, calciatore italiano (n. 1896)
- 4 agosto - Maurizio Ascoli, medico italiano (n. 1876)
- 4 agosto - Italo Griselli, scultore italiano (n. 1880)
- 4 agosto - Salama Musa, giornalista egiziano (n. 1887)
- 4 agosto - Giulio Ronga, magistrato e politico italiano (n. 1871)
- 4 agosto - Bella Starace Sainati, attrice italiana (n. 1878)
- 4 agosto - Oddo Stocco, presbitero italiano (n. 1892)
- 4 agosto - Paolo Treves, politico, pubblicista e politologo italiano (n. 1908)
- 5 agosto - Carl Westergren, lottatore svedese (n. 1895)
- 6 agosto - Leonino Da Zara, aviatore, pilota automobilistico e scrittore italiano (n. 1888)
- 6 agosto - Ludwig Distel, alpinista e insegnante tedesco (n. 1874)
- 6 agosto - Maurice Germot, tennista francese (n. 1882)
- 6 agosto - F. Tennyson Jesse, giornalista, scrittrice e criminologa britannica (n. 1888)
- 6 agosto - Geoffrey Willans, scrittore e sceneggiatore britannico (n. 1911)
- 7 agosto - Karl Lashley, psicologo e neuroscienziato statunitense (n. 1890)
- 7 agosto - Herbert Yardley, crittologo statunitense (n. 1889)
- 8 agosto - Barbara Bennett, attrice statunitense (n. 1906)
- 8 agosto - Brendan Bracken, politico britannico (n. 1901)
- 8 agosto - Julius Schlegel, militare e politico austriaco (n. 1895)
- 9 agosto - Alessandro Chiavolini, giornalista, scrittore e politico italiano (n. 1889)
- 9 agosto - Louis D'Angelo, basso-baritono italiano (n. 1888)
- 9 agosto - Louis Golding, scrittore e sceneggiatore britannico (n. 1895)
- 9 agosto - Martino Martini, politico italiano (n. 1897)
- 10 agosto - Rose al Yusuf, attrice e giornalista egiziana (n. 1898)
- 10 agosto - Dante Fornasir, ingegnere italiano (n. 1882)
- 11 agosto - Nikolaj Aleksandrovič Kulikovskij, ufficiale russo (n. 1881)
- 11 agosto - Enrico Pea, poeta, scrittore e drammaturgo italiano (n. 1881)
- 11 agosto - Paula Winkler, scrittrice tedesca (n. 1877)
- 12 agosto - André Bauchant, pittore francese (n. 1873)
- 12 agosto - Emilio De Martino, giornalista, scrittore e commediografo italiano (n. 1895)
- 12 agosto - Francesco Malagni, dirigente sportivo e calciatore italiano (n. 1902)
- 12 agosto - Ugo Malvano, pittore italiano (n. 1878)
- 13 agosto - Valerio Abbondio, poeta e insegnante svizzero (n. 1891)
- 13 agosto - Albino González y Menéndez Reigada, vescovo cattolico spagnolo (n. 1881)
- 13 agosto - Otto Witte, circense e truffatore tedesco (n. 1872)
- 14 agosto - Mary Ritter Beard, attivista, storica e archivista statunitense (n. 1876)
- 14 agosto - Maurice Darney, astronomo francese (n. 1882)
- 14 agosto - Jacinto Grau Delgado, commediografo e drammaturgo spagnolo (n. 1877)
- 14 agosto - Osman Abdel Hafeez, schermidore egiziano (n. 1917)
- 14 agosto - Frédéric Joliot-Curie, fisico francese (n. 1900)
- 14 agosto - Kurt Katch, attore polacco (n. 1893)
- 14 agosto - Endre Tilli, schermidore ungherese (n. 1922)
- 15 agosto - Big Bill Broonzy, compositore e chitarrista statunitense (n. 1893)
- 15 agosto - Charles Pasche, calciatore svizzero (n. 1905)
- 16 agosto - Paul Panzer, attore tedesco (n. 1872)
- 16 agosto - José Domingues dos Santos, politico e giurista portoghese (n. 1885)
- 16 agosto - Gaetano Verna, attore e doppiatore italiano (n. 1900)
- 16 agosto - Gottfried Weber, generale tedesco (n. 1899)
- 17 agosto - Giulio Caprin, giornalista, saggista e poeta italiano (n. 1880)
- 17 agosto - Arthur Fox, schermidore statunitense (n. 1878)
- 17 agosto - Karl Kennepohl, numismatico tedesco (n. 1895)
- 17 agosto - John Hubert Marshall, archeologo britannico (n. 1876)
- 17 agosto - Rosie Boote, attrice e cantante irlandese (n. 1878)
- 17 agosto - Francesco Sacco, generale e politico italiano (n. 1877)
- 17 agosto - Florent Schmitt, compositore francese (n. 1870)
- 17 agosto - Dudley de Chair, ammiraglio britannico (n. 1864)
- 18 agosto - Bonar Colleano, attore statunitense (n. 1924)
- 18 agosto - Ruggero Maineri, calciatore e allenatore di calcio italiano (n. 1892)
- 18 agosto - Jérôme de Mayer, arciere belga (n. 1875)
- 18 agosto - Giuseppe Milani, scultore italiano (n. 1893)
- 18 agosto - Fritz Arno Wagner, direttore della fotografia tedesco (n. 1884)
- 19 agosto - Giuseppe Brezzi, ingegnere, dirigente d'azienda e politico italiano (n. 1878)
- 19 agosto - Mario Roveda, generale, partigiano e politico italiano (n. 1889)
- 21 agosto - Stevan Hristić, compositore serbo (n. 1885)
- 21 agosto - Kurt Neumann, regista tedesco (n. 1908)
- 21 agosto - Ans Timmermans, nuotatrice olandese (n. 1919)
- 22 agosto - Vittorio Grassi, pittore e decoratore italiano (n. 1878)
- 22 agosto - Joseph E. Hallonquist, aviatore canadese (n. 1895)
- 22 agosto - Roger Martin du Gard, scrittore e poeta francese (n. 1881)
- 22 agosto - Dummy Taylor, giocatore di baseball statunitense (n. 1875)
- 23 agosto - Marlow Moss, pittrice e scultrice britannica (n. 1889)
- 23 agosto - Ruža Petrović, partigiana e antifascista croata (n. 1911)
- 24 agosto - Veronica Antal, beata rumena (n. 1935)
- 24 agosto - Ubaldo Maria Del Colle, attore, regista e sceneggiatore italiano (n. 1883)
- 24 agosto - Bruno Fedi, religioso italiano (n. 1896)
- 24 agosto - Rudolf Kende, compositore ceco (n. 1910)
- 24 agosto - Renato Macarini Carmignani, avvocato, scrittore e politico italiano (n. 1880)
- 24 agosto - Johannes Gerhardus Strijdom, politico sudafricano (n. 1893)
- 25 agosto - Leo Blech, compositore e direttore d'orchestra tedesco (n. 1871)
- 25 agosto - Jean Calhoun, attrice statunitense (n. 1891)
- 25 agosto - Cyril Hare, scrittore inglese (n. 1900)
- 26 agosto - Alessandra di Anhalt, principessa tedesca (n. 1868)
- 26 agosto - Georgij Vladimirovič Ivanov, scrittore e poeta russo (n. 1894)
- 26 agosto - Fabio Mainoni, nuotatore italiano (n. 1880)
- 26 agosto - Luigi Mentasti, generale italiano (n. 1883)
- 26 agosto - Ralph Vaughan Williams, compositore britannico (n. 1872)
- 27 agosto - Guelfo Ferrari, dirigente sportivo italiano (n. 1879)
- 27 agosto - Ernest Orlando Lawrence, fisico statunitense (n. 1901)
- 27 agosto - Priscilla Lawson, attrice statunitense (n. 1914)
- 28 agosto - Kay Bojesen, designer danese (n. 1886)
- 28 agosto - John Burn, canottiere britannico (n. 1884)
- 28 agosto - Lorenzo Montano, scrittore e poeta italiano (n. 1893)
- 28 agosto - Daniel Norling, ginnasta e cavaliere svedese (n. 1888)
- 30 agosto - Gerd Strantzen, hockeista su prato tedesco (n. 1897)
- 31 agosto - Carlo De Luca, politico italiano (n. 1888)
- 31 agosto - Adrienne Péan, tennista francese (n. 1875)
- 31 agosto - Gayne Whitman, attore e sceneggiatore statunitense (n. 1890)

## Settembre(80)
- 1º settembre - Arthur Page, tennista britannico (n. 1868)
- 2 settembre - Nikolaj Pavlovič Anciferov, storico e etnologo sovietico (n. 1889)
- 2 settembre - Alis Guggenheim, pittrice e scultrice svizzera (n. 1896)
- 3 settembre - Eileen Hiscock, velocista britannica (n. 1909)
- 3 settembre - Giffard Le Quesne Martel, militare britannico (n. 1889)
- 3 settembre - Tom Miller, calciatore britannico (n. 1890)
- 3 settembre - Luigi Nicoletti, presbitero, politico e giornalista italiano (n. 1883)
- 3 settembre - Norman Kemp Smith, filosofo scozzese (n. 1872)
- 4 settembre - Raffaele Paolucci, militare, politico e medico italiano (n. 1892)
- 4 settembre - Thomas Brand, III visconte Hampden, generale inglese (n. 1869)
- 6 settembre - Guido Calvi, mezzofondista italiano (n. 1893)
- 6 settembre - Vladimir Margania, calciatore sovietico (n. 1928)
- 7 settembre - Graham Cutts, regista, sceneggiatore e produttore cinematografico britannico (n. 1885)
- 7 settembre - Arvid Lindau, patologo, batteriologo e scienziato svedese (n. 1892)
- 8 settembre - Claudio Botta, scultore e pittore italiano (n. 1891)
- 8 settembre - Émile Delchambre, canottiere francese (n. 1875)
- 8 settembre - Geoffrey Winthrop Young, alpinista, poeta e scrittore inglese (n. 1874)
- 9 settembre - Bernhard Andersen, calciatore danese (n. 1892)
- 9 settembre - André Boulanger, latinista, archeologo e storico francese (n. 1886)
- 9 settembre - Giovanni Micheletto, ciclista su strada italiano (n. 1889)
- 9 settembre - Giovanni Prini, scultore, decoratore e illustratore italiano (n. 1877)
- 10 settembre - Pearl Eaton, attrice e ballerina statunitense (n. 1898)
- 10 settembre - David Jack, calciatore e allenatore di calcio inglese (n. 1899)
- 10 settembre - Luigi Velani, ingegnere e dirigente pubblico italiano (n. 1877)
- 10 settembre - Sa'id II bin Maktum bin Hasher Al Maktum, sovrano emiratino (n. 1878)
- 11 settembre - Carl Carls, scacchista tedesco (n. 1880)
- 11 settembre - Hans Grundig, pittore e grafico tedesco (n. 1901)
- 11 settembre - Arvid Holmberg, ginnasta svedese (n. 1886)
- 11 settembre - Robert Lach, insegnante e musicologo austriaco (n. 1874)
- 11 settembre - Robert William Service, poeta e scrittore britannico (n. 1874)
- 12 settembre - Kyūji Kubo, ammiraglio giapponese (n. 1888)
- 13 settembre - Russell Mockridge, pistard e ciclista su strada australiano (n. 1928)
- 13 settembre - Ernst Müller, calciatore tedesco (n. 1901)
- 13 settembre - Pietro Pecchiai, musicista e docente italiano (n. 1878)
- 13 settembre - Amalia Pellegrini, attrice italiana (n. 1873)
- 14 settembre - Paul Nivoix, commediografo, sceneggiatore e giornalista francese (n. 1893)
- 15 settembre - Constant Feith, calciatore olandese (n. 1884)
- 15 settembre - Girolamo Furfaro, artista italiano (n. 1870)
- 16 settembre - Alma Bennett, attrice statunitense (n. 1904)
- 16 settembre - Péter Papp, cestista ungherese (n. 1930)
- 17 settembre - Dante Nello Carapelli, attore e regista italiano (n. 1891)
- 17 settembre - Herbie Fields, clarinettista e sassofonista statunitense (n. 1919)
- 17 settembre - Josephine Lovett, sceneggiatrice statunitense (n. 1877)
- 17 settembre - Friedrich Adolf Paneth, chimico austriaco (n. 1887)
- 18 settembre - Olaf Gulbransson, artista, pittore e designer norvegese (n. 1873)
- 18 settembre - Romano Mattinzoli, calciatore italiano (n. 1901)
- 19 settembre - Josep Irla i Bosch, politico spagnolo (n. 1876)
- 19 settembre - Rudolf Rocker, anarchico, scrittore e sindacalista tedesco (n. 1873)
- 19 settembre - Rudolf Weiß, ufficiale tedesco (n. 1910)
- 19 settembre - Antonio Slongo, presbitero italiano (n. 1897)
- 20 settembre - Hubert Lagardelle, sindacalista francese (n. 1874)
- 20 settembre - Corrado Mancioli, pittore e grafico italiano (n. 1904)
- 21 settembre - Francisco Olazar, allenatore di calcio e calciatore argentino (n. 1885)
- 21 settembre - Olga di Hannover, principessa (n. 1884)
- 21 settembre - Peter Whitehead, pilota automobilistico britannico (n. 1914)
- 22 settembre - Heikki Lehmusto, ginnasta finlandese (n. 1884)
- 22 settembre - Mary Roberts Rinehart, romanziera, commediografa e giornalista statunitense (n. 1876)
- 22 settembre - Jack Tingle, cestista e allenatore di pallacanestro statunitense (n. 1924)
- 23 settembre - Robert Mercier, calciatore francese (n. 1909)
- 23 settembre - Walter Friedrich Otto, latinista e filologo classico tedesco (n. 1874)
- 23 settembre - Alfred Piccaver, tenore britannico (n. 1884)
- 24 settembre - Piero Mentasti, politico e partigiano italiano (n. 1897)
- 24 settembre - Louise Paget, filantropa britannica (n. 1881)
- 25 settembre - Carl Brisson, attore e cantante danese (n. 1893)
- 25 settembre - Ludwig Crüwell, generale tedesco (n. 1892)
- 25 settembre - Viktor Schauberger, naturalista e scienziato austriaco (n. 1885)
- 25 settembre - John Watson, psicologo statunitense (n. 1878)
- 26 settembre - Breckinridge Long, politico, diplomatico e ambasciatore statunitense (n. 1881)
- 26 settembre - Erich von Tschischwitz, generale tedesco (n. 1870)
- 26 settembre - Åge Vedel Tåning, ittiologo danese (n. 1890)
- 27 settembre - Héctor Cazenave, calciatore uruguaiano (n. 1914)
- 27 settembre - Edgar Seligman, schermidore britannico (n. 1867)
- 27 settembre - Margaret Stonborough-Wittgenstein, mecenate austriaca (n. 1882)
- 28 settembre - Mezzi Andreossi, hockeista su ghiaccio svizzero (n. 1897)
- 28 settembre - Eduardo Blanco, calciatore e arbitro di calcio argentino (n. 1897)
- 28 settembre - Anna Fraentzel Celli, infermiera e filantropa tedesca (n. 1878)
- 28 settembre - Albert Herman, regista, sceneggiatore e produttore cinematografico statunitense (n. 1887)
- 28 settembre - Jimmy Reece, pilota automobilistico statunitense (n. 1929)
- 29 settembre - Salvatore Caroleo, compositore e direttore d'orchestra italiano (n. 1880)
- 30 settembre - Girolamo Doni, calciatore italiano (n. 1898)

## Ottobre(80)
- 1º ottobre - Adriana Costamagna, attrice italiana (n. 1889)
- 1º ottobre - Giovanni Zappettini, pittore e decoratore italiano (n. 1878)
- 2 ottobre - Antonio Basso, generale italiano (n. 1881)
- 2 ottobre - Henry Alfred Perrier de la Bâthie, botanico francese (n. 1873)
- 2 ottobre - Marie Stopes, paleontologa e saggista britannica (n. 1880)
- 3 ottobre - George Bell, vescovo anglicano britannico (n. 1883)
- 3 ottobre - Henry Molinari, politico e calciatore italiano (n. 1894)
- 3 ottobre - Margarita Morozova, mecenate russa (n. 1873)
- 3 ottobre - Cesare Giulio Viola, scrittore, commediografo e sceneggiatore italiano (n. 1886)
- 4 ottobre - Jack King, animatore e regista statunitense (n. 1895)
- 4 ottobre - Umberto Locatelli, imprenditore, dirigente d'azienda e politico italiano (n. 1878)
- 4 ottobre - Ida Wüst, attrice tedesca (n. 1884)
- 6 ottobre - Amedeo Bonistalli, calciatore italiano (n. 1930)
- 6 ottobre - John Burnett-Stuart, generale britannico (n. 1875)
- 6 ottobre - Pino Spotti, compositore italiano (n. 1917)
- 8 ottobre - Frank Kramer, pistard statunitense (n. 1880)
- 9 ottobre - Howard M. Mitchell, regista e attore statunitense (n. 1883)
- 9 ottobre - Papa Pio XII, papa, arcivescovo cattolico e cardinale italiano (n. 1876)
- 10 ottobre - Albert Bolly, ciclista su strada belga (n. 1897)
- 10 ottobre - Pasquale Pardi, militare e aviatore italiano (n. 1930)
- 11 ottobre - Johannes Robert Becher, poeta e politico tedesco (n. 1891)
- 11 ottobre - Giovanni Bocchio, calciatore italiano (n. 1914)
- 11 ottobre - Max Friedländer, storico dell'arte tedesco (n. 1867)
- 11 ottobre - Osvaldo Licini, pittore e scrittore italiano (n. 1894)
- 11 ottobre - Ottavio Rolle, generale italiano (n. 1893)
- 11 ottobre - Maurice de Vlaminck, pittore francese (n. 1876)
- 12 ottobre - Gordon Griffith, attore statunitense (n. 1907)
- 13 ottobre - Angelo Invernizzi, ingegnere italiano (n. 1884)
- 13 ottobre - Friedrich Kühne, attore austriaco (n. 1870)
- 14 ottobre - Ferenc Idrányi, schermidore ungherese (n. 1902)
- 14 ottobre - Douglas Mawson, esploratore australiano (n. 1882)
- 14 ottobre - Nikolaj Zabolockij, poeta, scrittore e traduttore russo (n. 1903)
- 15 ottobre - John R. Hamilton, attore statunitense (n. 1887)
- 15 ottobre - Lennox Robinson, drammaturgo e poeta irlandese (n. 1886)
- 16 ottobre - Abraham Mellinger, lottatore statunitense (n. 1877)
- 16 ottobre - Walter Spence, nuotatore guyanese (n. 1901)
- 17 ottobre - Celso Costantini, cardinale e arcivescovo cattolico italiano (n. 1876)
- 17 ottobre - Nancy Ryan, statunitense (n. 1849)
- 17 ottobre - Jago Siotto, avvocato e giornalista italiano (n. 1876)
- 17 ottobre - Zheng Zhenduo, archeologo, scrittore e traduttore cinese (n. 1898)
- 19 ottobre - Ferruccio Baruffi, pittore italiano (n. 1889)
- 19 ottobre - Isidre Pòlit i Boixareu, astronomo spagnolo (n. 1880)
- 19 ottobre - Tavares da Silva, calciatore, allenatore di calcio e giornalista portoghese (n. 1903)
- 21 ottobre - Robert Lindsay, velocista britannico (n. 1890)
- 22 ottobre - Angelo Braga, medico italiano (n. 1883)
- 22 ottobre - Giuseppe Carpani, arbitro di calcio italiano (n. 1907)
- 22 ottobre - Arthur Lowe, tennista britannico (n. 1886)
- 22 ottobre - Raffaello Melani, giornalista e attore teatrale italiano (n. 1883)
- 23 ottobre - Erich Köhler, politico tedesco (n. 1892)
- 23 ottobre - Edgardo Pomini, schermidore argentino (n. 1917)
- 24 ottobre - Lionello Balestrieri, pittore e incisore italiano (n. 1872)
- 24 ottobre - Ferenc Borsányi, calciatore ungherese (n. 1902)
- 24 ottobre - Theodor Kröger, scrittore tedesco (n. 1891)
- 24 ottobre - George Edward Moore, filosofo britannico (n. 1873)
- 24 ottobre - Ivan Semёnovič Nikitčenko, regista cinematografico e pittore sovietico (n. 1902)
- 25 ottobre - Hamilton Deane, commediografo, scrittore e attore irlandese (n. 1880)
- 25 ottobre - Angelo Luigi Fiorita, scrittore, poeta e giornalista italiano (n. 1895)
- 25 ottobre - Stuart Lewis-Evans, pilota di Formula 1 britannico (n. 1930)
- 25 ottobre - Harry Lowe, allenatore di calcio e calciatore inglese (n. 1886)
- 25 ottobre - Edward Aloysius Mooney, cardinale e arcivescovo cattolico statunitense (n. 1882)
- 25 ottobre - Mario Scotoni, giornalista italiano (n. 1883)
- 26 ottobre - László Hudec, architetto slovacco (n. 1893)
- 26 ottobre - Cesare Magistrini, ufficiale e aviatore italiano (n. 1895)
- 26 ottobre - Ivo Štakula, pallanuotista jugoslavo (n. 1923)
- 27 ottobre - Gian Giuseppe Durini, nobile e politico italiano (n. 1875)
- 27 ottobre - Geerten Gossaert, scrittore olandese (n. 1884)
- 27 ottobre - Gustav Gräser, poeta e pacifista tedesco (n. 1879)
- 27 ottobre - Joseph Klausner, storico israeliano (n. 1874)
- 27 ottobre - Walter von Molo, romanziere e drammaturgo austro-ungarico (n. 1880)
- 27 ottobre - Edoardo Monti, generale italiano (n. 1876)
- 27 ottobre - Marshall Neilan, regista, attore e sceneggiatore statunitense (n. 1891)
- 28 ottobre - Henri Béraud, scrittore e giornalista francese (n. 1885)
- 28 ottobre - Stephen Butterworth, fisico britannico (n. 1885)
- 28 ottobre - Michele Rigillo, poeta, storico e critico letterario italiano (n. 1879)
- 29 ottobre - Zoë Akins, poetessa, commediografa e sceneggiatrice statunitense (n. 1886)
- 30 ottobre - Gennaro Fantastico, pittore e cantante italiano (n. 1881)
- 30 ottobre - Walter Goetz, storico tedesco (n. 1867)
- 30 ottobre - Rose Macaulay, scrittrice britannica (n. 1881)
- 31 ottobre - Harry Bamford, calciatore britannico (n. 1920)
- 31 ottobre - Venerino Papa, calciatore italiano (n. 1898)

## Novembre(70)
- 1º novembre - Olive Kelso King, avventuriera australiana (n. 1885)
- 1º novembre - Józef Lipski, diplomatico polacco (n. 1894)
- 1º novembre - Egidio Reale, avvocato, antifascista e diplomatico italiano (n. 1888)
- 2 novembre - Antonio Cavicchioni, diplomatico e imprenditore italiano (n. 1879)
- 2 novembre - Jean Couzy, alpinista francese (n. 1923)
- 3 novembre - Markus Feldmann, politico svizzero (n. 1897)
- 3 novembre - Eduard Pendorf, calciatore tedesco (n. 1892)
- 3 novembre - Alfredo Ravasco, orafo, gioielliere e scultore italiano (n. 1873)
- 3 novembre - Harry Revel, direttore d'orchestra e compositore statunitense (n. 1905)
- 3 novembre - Joachim von Tresckow, generale tedesco (n. 1894)
- 4 novembre - Hermann von Kuhl, generale e storico tedesco (n. 1856)
- 4 novembre - Gilbert Walker, fisico e statistico britannico (n. 1868)
- 4 novembre - Sam Zimbalist, produttore cinematografico e montatore statunitense (n. 1904)
- 6 novembre - Giannīs Andrianopoulos, calciatore greco (n. 1900)
- 8 novembre - Ace Gruenig, cestista statunitense (n. 1913)
- 9 novembre - Osvaldo Barbieri, pittore italiano (n. 1895)
- 9 novembre - Dorothy Canfield Fisher, scrittrice e romanziere statunitense (n. 1879)
- 10 novembre - Gladys Kingsbury, attrice e sceneggiatrice statunitense (n. 1876)
- 10 novembre - Charles Poulenard, velocista francese (n. 1885)
- 11 novembre - André Bazin, critico cinematografico francese (n. 1918)
- 11 novembre - Helge Bäckander, ginnasta svedese (n. 1891)
- 11 novembre - Smith Child, generale e politico inglese (n. 1880)
- 11 novembre - Vittorio Faroppa, calciatore e allenatore di calcio italiano (n. 1887)
- 11 novembre - Bruno Schweizer, linguista tedesco (n. 1897)
- 12 novembre - Luigi Gagnotto, generale e aviatore italiano (n. 1889)
- 12 novembre - Henri Hoevenaers, ciclista su strada e pistard belga (n. 1902)
- 12 novembre - Gustaf Söderström, tiratore di fune, pesista e discobolo svedese (n. 1865)
- 13 novembre - Semёn Alekseevič Timošenko, regista cinematografico russo (n. 1899)
- 14 novembre - Bart van der Leck, pittore olandese (n. 1876)
- 15 novembre - Riccardo Ajmone Marsan, calciatore e imprenditore italiano (n. 1889)
- 15 novembre - Bernardino Nogara, banchiere e ingegnere italiano (n. 1870)
- 15 novembre - Tyrone Power, attore statunitense (n. 1914)
- 15 novembre - Augustin Renaudet, storico francese (n. 1880)
- 16 novembre - Samuel Hopkins Adams, scrittore statunitense (n. 1871)
- 16 novembre - Umberto Pierantoni, zoologo italiano (n. 1876)
- 16 novembre - Nicola Turchi, presbitero, storico e traduttore italiano (n. 1882)
- 17 novembre - Frank Cadogan Cowper, pittore inglese (n. 1877)
- 17 novembre - Marcelle Meyer, pianista francese (n. 1897)
- 17 novembre - Yutaka Taniyama, matematico giapponese (n. 1927)
- 18 novembre - Francisco Pagazaurtundúa, allenatore di calcio e calciatore spagnolo (n. 1895)
- 19 novembre - Vittorio Ambrosio, generale italiano (n. 1879)
- 19 novembre - Hans Heinrich von Twardowski, attore tedesco (n. 1898)
- 19 novembre - Jerzy Zabielski, schermidore polacco (n. 1897)
- 20 novembre - Gastone De Zuccoli, organista e compositore italiano (n. 1887)
- 21 novembre - Giovanni D'Antoni, generale italiano (n. 1890)
- 21 novembre - Mel Ott, giocatore di baseball e allenatore di baseball statunitense (n. 1909)
- 22 novembre - William Franke Harling, compositore britannico (n. 1887)
- 22 novembre - James Wendell, ostacolista statunitense (n. 1890)
- 23 novembre - Everard Butler, canottiere canadese (n. 1885)
- 23 novembre - Nikolaos Georgantas, discobolo, pesista e tiratore di fune greco (n. 1880)
- 23 novembre - Johnston McCulley, scrittore e sceneggiatore statunitense (n. 1883)
- 23 novembre - Ferruccio Pasqui, ceramista, illustratore e decoratore italiano (n. 1886)
- 24 novembre - Robert Cecil, I visconte Cecil di Chelwood, giurista, politico e diplomatico britannico (n. 1864)
- 24 novembre - Charles F. Kettering, ingegnere statunitense (n. 1876)
- 24 novembre - Enrico Padiglione, magistrato e politico italiano (n. 1865)
- 24 novembre - Guglielmo Peirce, pittore, giornalista e scrittore italiano (n. 1909)
- 25 novembre - Glenn Curtis, allenatore di pallacanestro statunitense (n. 1890)
- 25 novembre - Irene Lisboa, scrittrice, poetessa e pedagogista portoghese (n. 1892)
- 25 novembre - Horst Stumpff, generale tedesco (n. 1887)
- 26 novembre - Tiny Bradshaw, direttore d'orchestra statunitense (n. 1905)
- 26 novembre - Pat Harmon, attore statunitense (n. 1886)
- 26 novembre - Harry Harris, pugile statunitense (n. 1880)
- 26 novembre - Ferruccio Lantini, politico italiano (n. 1886)
- 27 novembre - Georgi Damjanov, politico bulgaro (n. 1892)
- 27 novembre - Walter Pach, incisore, pittore e critico d'arte statunitense (n. 1883)
- 27 novembre - Artur Rodziński, direttore d'orchestra polacco (n. 1892)
- 28 novembre - Karl Flink, allenatore di calcio e calciatore tedesco (n. 1895)
- 28 novembre - Enrico Pasteur, calciatore, allenatore di calcio e pallanuotista italiano (n. 1882)
- 28 novembre - Manlio Stiavelli, militare e ingegnere italiano (n. 1889)
- 29 novembre - Mario Benzing, scrittore e traduttore italiano (n. 1896)

## Dicembre(71)
- 1º dicembre - Boots Mallory, attrice statunitense (n. 1913)
- 1º dicembre - Thomas Orde-Lees, ingegnere e esploratore britannico (n. 1877)
- 1º dicembre - George Hubert Wilkins, esploratore australiano (n. 1888)
- 2 dicembre - Jan Kok, calciatore olandese (n. 1889)
- 2 dicembre - Cora Wilson Stewart, educatrice statunitense (n. 1875)
- 4 dicembre - José María Caro Rodríguez, cardinale e arcivescovo cattolico cileno (n. 1866)
- 4 dicembre - Victor Fontoynont, presbitero, grecista e teologo francese (n. 1880)
- 4 dicembre - Giulio Gra, ingegnere e architetto italiano (n. 1900)
- 4 dicembre - Johan Scheel, compositore di scacchi norvegese (n. 1889)
- 5 dicembre - Willie Applegarth, velocista britannico (n. 1890)
- 5 dicembre - Ferdinand Bruckner, drammaturgo e regista teatrale austriaco (n. 1891)
- 6 dicembre - Jose Collins, attrice e cantante britannica (n. 1887)
- 6 dicembre - Giuseppe De Angelis, scultore italiano (n. 1883)
- 6 dicembre - Giovanni Fusconi, partigiano e politico italiano (n. 1899)
- 7 dicembre - Franco Raimondi, calciatore italiano (n. 1928)
- 8 dicembre - Julia Lee, cantante e pianista statunitense (n. 1902)
- 8 dicembre - Peig Sayers, scrittrice irlandese (n. 1873)
- 8 dicembre - Tris Speaker, giocatore di baseball e allenatore di baseball statunitense (n. 1888)
- 10 dicembre - Antonio Trapani Lombardo, politico italiano (n. 1876)
- 11 dicembre - Charles Godefroy, aviatore francese (n. 1888)
- 11 dicembre - Alberto Meschi, anarchico e sindacalista italiano (n. 1879)
- 11 dicembre - Rudolf Roessler, agente segreto tedesco (n. 1897)
- 12 dicembre - Gastone Costa, avvocato e politico italiano (n. 1878)
- 12 dicembre - Slobodan Jovanović, politico jugoslavo (n. 1869)
- 12 dicembre - Milutin Milanković, ingegnere, matematico e climatologo serbo (n. 1879)
- 13 dicembre - Marija Pavlovna Romanova, nobile russa (n. 1890)
- 13 dicembre - Elis Sipilä, ginnasta finlandese (n. 1887)
- 13 dicembre - Elena Valla, letterata italiana (n. 1898)
- 14 dicembre - Alfons Anker, architetto tedesco (n. 1872)
- 14 dicembre - Antoni Gałecki, calciatore polacco (n. 1906)
- 14 dicembre - Władysław Kowalski, politico e letterato polacco (n. 1894)
- 14 dicembre - Guglielmo Miliocchi, politico italiano (n. 1873)
- 14 dicembre - Otto Obermeier, pittore e illustratore tedesco (n. 1883)
- 15 dicembre - Carlo Baravalle, avvocato, fotografo e botanico italiano (n. 1888)
- 15 dicembre - Giovanni Ciusa Romagna, pittore italiano (n. 1907)
- 15 dicembre - Gianni Monnet, artista, architetto e grafico italiano (n. 1912)
- 15 dicembre - Wolfgang Pauli, fisico austriaco (n. 1900)
- 16 dicembre - Rudolf Moralt, direttore d'orchestra tedesco (n. 1902)
- 17 dicembre - Pierre-Antoine Cousteau, giornalista e scrittore francese (n. 1906)
- 17 dicembre - Edwin Schulz, calciatore austriaco (n. 1883)
- 18 dicembre - Roberto Rospigliosi Portal, cestista peruviano (n. 1910)
- 19 dicembre - Carlo Alberto Pasolini, militare italiano (n. 1892)
- 20 dicembre - Felice Anzi, giornalista italiano (n. 1869)
- 20 dicembre - Constantin Brăiloiu, compositore e etnomusicologo rumeno (n. 1893)
- 20 dicembre - Fëdor Vasil'evič Gladkov, scrittore sovietico (n. 1883)
- 20 dicembre - Carlo Melotti, generale italiano (n. 1882)
- 20 dicembre - Elisabeth Risdon, attrice britannica (n. 1887)
- 21 dicembre - Lion Feuchtwanger, scrittore e drammaturgo tedesco (n. 1884)
- 21 dicembre - Edith Stuyvesant Dresser, filantropa e attivista statunitense (n. 1873)
- 21 dicembre - H.B. Warner, attore britannico (n. 1876)
- 21 dicembre - Harry Wills, pugile statunitense (n. 1889)
- 22 dicembre - Louis Würsten, calciatore svizzero (n. 1889)
- 23 dicembre - Dorothy Macardle, scrittrice, drammaturga e storica irlandese (n. 1889)
- 24 dicembre - Giulio Bonfiglio, politico e militare italiano (n. 1896)
- 24 dicembre - Melanio Laugeri, arbitro di calcio e medico italiano (n. 1891)
- 26 dicembre - Hereward Carrington, investigatore, parapsicologo e scrittore britannico (n. 1880)
- 26 dicembre - Éva Gauthier, mezzosoprano e cantante canadese (n. 1885)
- 27 dicembre - Gino Franzi, cantante italiano (n. 1884)
- 27 dicembre - Mustafa Merlika Kruja, politico albanese (n. 1887)
- 28 dicembre - Gino Funaioli, filologo classico e latinista italiano (n. 1878)
- 28 dicembre - Karel Nytl, calciatore cecoslovacco (n. 1892)
- 29 dicembre - Doris Humphrey, danzatrice statunitense (n. 1895)
- 29 dicembre - Edward Stanlaw Jordan, imprenditore statunitense (n. 1882)
- 29 dicembre - Edward Peil, attore statunitense (n. 1883)
- 29 dicembre - Rodolfo Verduzio, ingegnere aeronautico e generale italiano (n. 1881)
- 30 dicembre - Ferdinando Cazzamalli, politico italiano (n. 1887)
- 30 dicembre - Roberto Rodríguez Fernández, rivoluzionario e guerrigliero cubano (n. 1935)
- 30 dicembre - Guido Sanguineti, dirigente sportivo e imprenditore italiano
- 31 dicembre - Francis Jourdain, pittore, disegnatore e designer francese (n. 1876)
- 31 dicembre - W.P. Kellino, regista e sceneggiatore inglese (n. 1874)
- 31 dicembre - Mario Lauro Pietrosanti, politico italiano (n. 1901)

## Senza giorno specificato(58)
- Alan Orr Anderson, storico scozzese (n. 1879)
- Elvira Apperti Orsini, scrittrice, poetessa e giornalista italiana (n. 1881)
- Carmela Ayr Chiari, poetessa e scrittrice italiana (n. 1873)
- Giovanni Boero, politico italiano (n. 1878)
- Achille Bologna, fotografo italiano (n. 1881)
- Corso Bovio, avvocato e politico italiano (n. 1880)
- Italo Brancucci, compositore italiano (n. 1904)
- Alberto Ceccherelli, economista italiano (n. 1885)
- Georges Clerc-Rampal, militare, scrittore e storico francese (n. 1870)
- Arzén von Cserépy, sceneggiatore, produttore cinematografico e regista ungherese (n. 1881)
- Umberto Di Segni, architetto italiano (n. 1894)
- Giannīs Dragatsīs, musicista, compositore e violinista greco (n. 1886)
- Albert Durant, pallanuotista belga (n. 1892)
- Lorenzo Gignous, pittore italiano (n. 1862)
- Arnold Grimme, botanico tedesco (n. 1868)
- M. R. Gurusamy Mudaliar, medico indiano (n. 1880)
- Alfred Douglas Hardy, botanico australiano (n. 1870)
- David Jagger, pittore inglese (n. 1891)
- Kim Tu-bong, politico nordcoreano (n. 1886)
- Kim Won-bong, anarchico e generale coreano (n. 1898)
- Paolo Lorenzini, scrittore, poeta e traduttore italiano (n. 1876)
- Diomira Magni, circense e cavallerizza italiana (n. 1868)
- Elvira Mancuso, scrittrice italiana (n. 1867)
- Maurice Mariaud, attore, regista e scrittore francese (n. 1875)
- Rita Martin, fotografa e pittrice britannica (n. 1875)
- Dmitrij Matrin, calciatore russo (n. 1891)
- Giuseppe Mazzarella, giurista e etnologo italiano (n. 1868)
- Ted McLear, lottatore statunitense (n. 1879)
- Giuseppe Mingrino, politico italiano (n. 1888)
- Leōnidas Mōrakīs, tiratore a segno greco
- Giuseppe Ortolani, critico letterario italiano (n. 1872)
- Metodio Ottolini, pittore italiano (n. 1882)
- James Papez, anatomista statunitense (n. 1883)
- Mario Pompei, scenografo, illustratore e scrittore italiano (n. 1903)
- Mario Prada, imprenditore e stilista italiano (n. 1894)
- Leonilda Prato, fotografa italiana (n. 1875)
- Alfred Probst, canottiere svizzero (n. 1894)
- Eugenia Rasponi, nobildonna, imprenditrice e attivista italiana (n. 1873)
- Maria Roda, anarchica, attivista e scrittrice italiana (n. 1877)
- Tito Rosina, critico letterario italiano (n. 1899)
- Benedetto Rubino, scrittore, letterato e antropologo italiano (n. 1884)
- Elmer Ryan, politico statunitense (n. 1907)
- Alexandre Schaumasse, astronomo francese (n. 1882)
- Eugenio Scorzelli, pittore italiano (n. 1890)
- William Smith, pistard sudafricano (n. 1893)
- Gino Soggetti, pittore, illustratore e poeta italiano (n. 1898)
- Ildebrando Tabarroni, ingegnere civile e imprenditore italiano (n. 1881)
- Giuseppe Tarozzi, filosofo italiano (n. 1866)
- Felice Tosalli, scultore e litografo italiano (n. 1883)
- Aleksej Evlampievič Troickij, calciatore russo (n. 1894)
- Einar Tveito, attore norvegese (n. 1890)
- Tullio Vallino, avvocato e partigiano italiano (n. 1900)
- William Albert Ward, fumettista e animatore britannico (n. 1887)
- Antonio Zanca, architetto italiano (n. 1861)
- Leonid Zolkin, calciatore russo (n. 1892)
- Jamil al-Midfa'i, politico iracheno (n. 1890)
- Yvonne de Pfeffel, tennista francese (n. 1883)
- Wilhelm von Walther, politico austriaco (n. 1870)